# Kurt Rückstieß
Kurt Rückstieß (* 8. Juni 1920 in Langehnen, Ostpreußen,; † 14. März 2018) war ein deutscher Politiker der SPD.
Rückstieß wurde während des Zweiten Weltkriegs schwer verwundet; ihm wurde ein Oberschenkel amputiert. Nach Kriegsende wurde er aus seiner Heimat vertrieben und fand in Ravensburg eine neue Heimat, wo er in der SPD aktiv wurde. Er erlernte den Beruf des Rundfunk- und Fernsehtechnikers. In seiner Wahlheimat setzte er sich für Vertriebene ein, so gehörte er dem VdK und der Arbeiterwohlfahrt an.
Mehr als dreißig Jahre gehörte Rückstieß dem Kreistag des Landkreises Ravensburg und dem Ravensburger Stadtrat an, in dem er zwölf Jahre lang Fraktionsvorsitzender der SPD war. Er kandidierte 1960, 1964, 1968 und 1972 für den Landtag von Baden-Württemberg. 1964 gelang ihm für vier Jahre der Einzug ins Parlament. 1969 trat er erfolglos für den Bundestag an. Darüber hinaus war er langjähriger Vorsitzender des Ortsvereins der SPD in Ravensburg.
Rückstieß wohnte zuletzt im Bruderhaus, einem Altersheim in Ravensburg.

## Ehrungen
- 1986: Bundesverdienstkreuz 1. Klasse
- 1994: Verdienstorden des Landes Baden-Württemberg
- 2007: Ehrennadel der Stadt Ravensburg[4]